# Burgos (Isabela)
Burgos è una municipalità di quinta classe delle Filippine, situata nella Provincia di Isabela, nella Regione della Valle di Cagayan.
Burgos è formata da 14 baranggay:
- Bacnor East
- Bacnor West
- Caliguian (Pob.)
- Catabban
- Cullalabo Del Norte
- Cullalabo Del Sur
- Cullalabo San Antonio
- Dalig
- Malasin
- Masigun
- Raniag
- San Bonifacio
- San Miguel
- San Roque